# Pseudocerastes
Pseudocerastes é um género de serpentes venenosas da família Viperidae. As espécies que lhe pertencem distribuem-se pelo Egipto e Próximo Oriente.

## Espécies
São reconhecidas 3 espécies:
- Pseudocerastes fieldi Schmidt, 1930
- Pseudocerastes persicus (Duméril, Bibron & Duméril, 1854)
- Pseudocerastes urarachnoides Bostanchi, Anderson, Kami & Papenfuss, 2006